# بلاش یکم

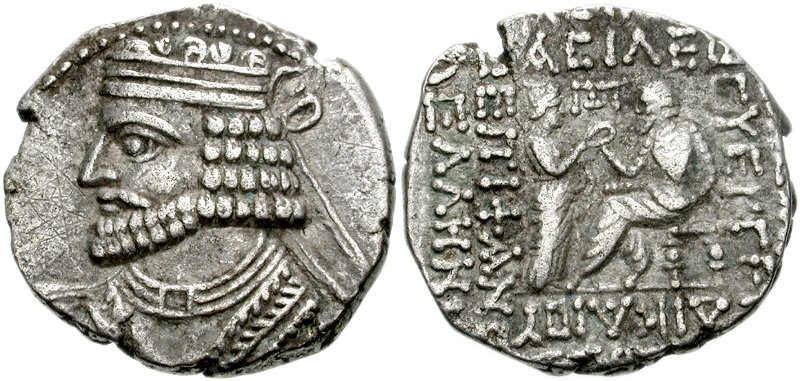
سکه بلاش یکم

بَلاش یکم یا وَلَگش یکم (اشک بیست و دوم) بیست و دومین شاه ایران از خاندان اشکانی است. او در سال ۵۱ میلادی پس از مرگ پدرش بر تخت شاهی نشست و تا سال ۷۸ میلادی سلطنت کرد. وی در دوران زمامداری خود با مشکلات و نابسامانی‌های بسیاری مواجه شد. در تاریخ از او به عنوان آخرین شاه بزرگ اشکانی یاد می‌کنند. پس از وی دولت اشکانی رو به ضعف نهاد و سرانجام به دست ساسانیان ساقط شد.
در سال ۵۱ میلادی بلاش یکم به ارمنستان حمله می‌کند.

## مشکلات داخلی
همزمان با روی کار آمدن بلاش یکم، ایران دچار بلایای طبیعی گسترده و بیماری‌های گوناگون از جمله طاعون و وبا و قحطی ناشی از خشکسالی شد. بلاش در صدد بود تا ارمنستان را که در دوران شاهی اردوان دوم به خاطر نبردهای داخلی بر سر قدرت میان اشکانیان به رومیان واگذار شده بود، بازپس گیرد، ولی به دلایلی که نام برده شد و همچنین به خاطر شورش‌های بسیاری که با آن‌ها مواجه گردید، ناگزیر از میدان نبرد با رومیان بازگشت. از جملهٔ شورش‌ها، شورش حاکم آدیابن بود که دست نشاندهٔ شاهنشاهی اشکانی بود. افزون بر این قوم داهه و پاره‌ای اقوام بیابان‌نشین از مشکلات داخل ایران سود جستند و به مرزهای کشور تجاوز کردند. بلاش برای مقابله با آن‌ها روانهٔ گرگان شد و آن‌ها را وادار به عقب‌نشینی کرد. وی در بازگشت به موضوع آدیابن نیز خاتمه داد و شخصی به نام بازوس را به حکومت آن گماشت. بلاش یکم توانست به این ترتیب در سال‌های نخستین زمامداری‌اش بر بسیاری از مشکلات کشور چیره شود.

## بازپس‌گیری ارمنستان
بلاش پس از از میان برداشتن مشکلات داخلی کشور دوباره موضوع ارمنستان را به خاطر آورد و با سپاهی بزرگ و مجهز عازم آن دیار شد. فرمانروای ارمنستان که از حمایت رومیان برخوردار بود، پس از ورود سپاه ایران گریخت و بلاش برادر خود تیرداد را بر تخت شاهی ارمنستان نشاند. رومیان از این کار او خشمگین شدند و نرون قیصر وقت روم کروبلو سپهسالار خود را برای پاسخگویی به این اهانت ایرانیان به ارمنستان فرستاد. در این اثنا بلاش دوباره دچار مشکلات داخلی شد که مهمترین آن‌ها شورش اردوان یکی از پسران بلاش و همچنین شورش مردم گرگان بودند. بلاش به سر و سامان دادن اوضاع کشور پرداخت و تیرداد که زمام امور ارمنستان را در دست داشت، به امید بهره‌مندی از پشتیبانی برادر با رومیان وارد پیکار شد، ولی شکست خورد و ارمنستان دوباره به دست رومیان افتاد. بلاش یکم پس از برگرداندن آرامش در داخل کشور، برای رومیان پیامی فرستاد و به آن‌ها گفت که ارمنستان به ایران تعلق دارد و اشکانیان از آن نخواهند گذشت. او دوباره سپاهی فراهم آورد و روانهٔ ارمنستان شد. رومیان مذاکره با ایرانیان را تنها راه حل یافتند و با ایرانیان به تفاهم رسیدند که هر دو سپاه ارمنستان را ترک کنند و از راه گفتگو بین دو دولت، به این مسئله پایان داده شود. نمایندهٔ ایران که برای مذاکره به روم رفته بود، ناخشنود و بی هیچ دستاورد مثبتی بازگشت و نبرد میان ایران و روم ناگزیر شد. رومیان سپاهی را روانهٔ منطقه کردند. آن‌ها در ساحل رود فرات اردو زدند و چون ارمنستان را بی دفاع دیدند به آنجا رفتند و بی هیچ مقاومتی به چپاول آن سرزمین پرداختند. سپاه روم که با مقاومتی روبرو نشده بود و سپاه ایرانیان را نیز ندیده بود، این را نشانه روگردانی ایرانیان از ارمنستان دانست و بازگشت. همزمان سپاه بلاش در سوی دیگر رود فرات سرگرم پاسداری بود. بلاش از این فرصت استفاده کرد و ناگهان به قلب سپاه رومیان زد و شکستی سهمگین بر رومیان وارد کرد. لوسیوس پتوس سردار رومی راهی جز پذیرفتن شرایط ایرانیان نداشت و ارمنستان را از سربازان رومی خالی کرد، ولی کربولو دیگر سردار رومی که از او نام برده شد، با سپاهی دیگر رهسپار میدان نبرد شد تا انتقام شکست همکارش را از ایرانیان بگیرد. در این زمان گفتگوی دوباره میان ایران و روم آغاز شد و دو دولت به تفاهم رسیدند که تیرداد برادر بلاش همچنان زمامدار امور ارمنستان بماند، ولی تاج شاهی ارمنستان را در روم از دست قیصر بگیرد. تاریخ این رویداد را سال ۶۹ میلادی گزارش کرده‌اند. تیرداد سه سال پس از این توافق به همراه سه هزار سوار پارتی در سفری طولانی به روم رفت و تاج شاهی ارمنستان را از دست نرون قیصر روم گرفت. معروف است که تیرداد برای پرهیز از اهانت به آب، تن به سفر زمینی داده‌است؛ به گمان این برداشت نمی‌تواند درست بوده باشد؛ به خصوص که اشکانیان به رواداری و آسانگیری دربارهٔ ارزشهای دینی نامدارند؛ برای چنین پرهیزی هیچ نوع سابقهٔ تاریخی در دست نیست. شاید این پرهیز برای به تأخیر انداختن حضور در روم بوده باشد. دیدار با نرون در ناپل روی داد. چون تیرداد به هنگام دیدار با امپراتور حاضر به بازکردن شمشیر خود نشد، آن را با سوزن بر لباس او دوختند. تیرداد پس از گرفتن تاج شاهی در مراسمی بسیار باشکوه از راه آسیای صغیر به ارمنستان بازگشت. در روم تصمیم گرفته شد که تیرداد شهر آرتاکساتا را پس از بازسازی پایتخت خود کند. او حتی برای این منظور کارگران ماهری را از روم به ارمنستان آورد. پس از بسته شدن این پیمان به مدت پنجاه سال هیچ نبردی میان ایران و روم درنگرفت.

## یورش آلانها
پس از حل مسئلهٔ ارمنستان، قوم آلان که قومی سکایی و با اصالت آریایی بودند و سرزمین‌های پهناوری از کرانهٔ دریای مازندران تا سرچشمهٔ رود ولگا را در تسخیر داشتند، با همدستی گرجی‌ها به ارمنستان و آذربایجان یورش بردند. بلاش یکم برای دفع این یورش به ناچار از وسپاسیان قیصر وقت روم درخواست نیرو و پشتیبانی کرد، ولی وسپاسیان خودداری کرد و این یورشگران توانستند بدون روبرو شدن با مقاومتی جدی به تاخت و تاز گسترده‌ای بپردازند و بدین نحو غنایم فراوانی با خود بردند. آلانها و گرجیان در سال ۷۵ میلادی، خود ایران را ترک کردند.

## اقدامات فرهنگی بلاش یکم
بلاش یکم به آیین و روش‌های ایرانی بسیار علاقه‌مند بود. وی در احیای فرهنگ و آیین‌های ایرانی تلاش بسیاری کرد و بازماندهٔ گرایش‌های یونانی را در ایران از میان برد. در این زمان الفبای ایرانی که از خط آرامی منشعب شده بود، جای الفبای یونانی را گرفت و برای اولین بار بر روی سکه‌های بلاش یکم پدیدار گشت. بر یک روی این سکه‌ها نقش شاه و بر روی دیگر آن تصویر آتشدانی نقش شد. این سنت تا زمان انحطاط ساسانیان کم و بیش حفظ شد.
بنا به روایات زرتشتی در زمان بلاش، متون کهن اوستایی از نو گردآوری شد و نام یونانی شدهٔ شهرها نیز دوباره نام ایرانی خود را بازیافت.

## مرگ بلاش یکم
بلاش یکم مدتی پس از بیرون رفتن آلانها از ایران در سال ۷۷ میلادی درگذشت. پس از مرگ او نبردهای خانگی برای نشستن بر تخت شاهی اشکانی میان اشکانیان آغاز شد و سه تن خود را شاهنشاه خواندند. این سه مدعی به نامهای پاکور دوم، اردوان سوم و بلاش دوم بودند. پیشینهٔ دودمانی و مدت پادشاهی آن‌ها به درستی روشن نیست و هر کدام از آن‌ها در بخشی از ایران زمام امور را در دست داشتند.

## نفش برجسته بلاش در بیستون

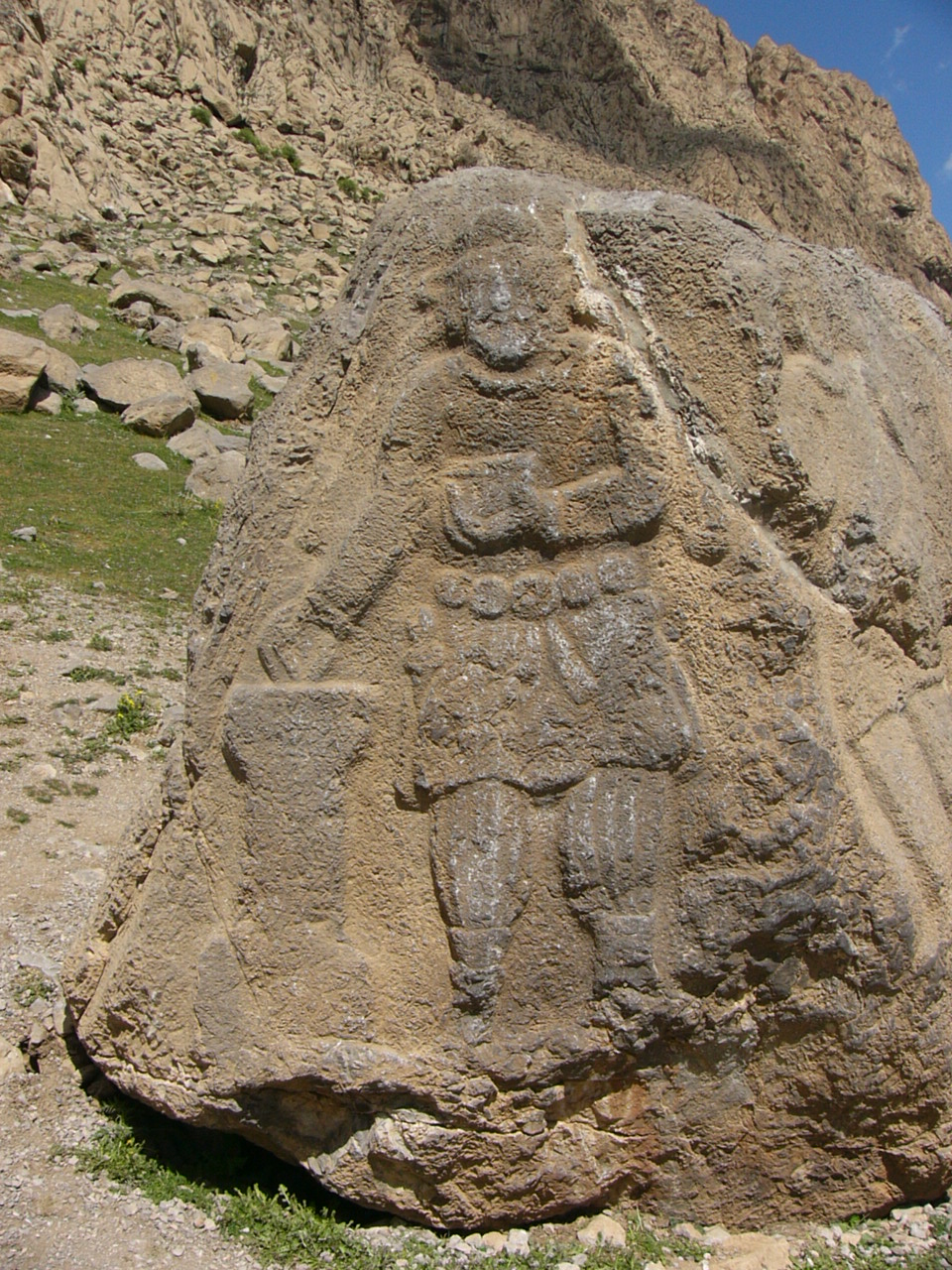
نقش برجسته بلاش در بیستون

در دامنه کوه بیستون نقش برجسته بلاش بر روی تخته سنگی نقش بسته‌است. در دامنه کوه بیستون و در ۴۰۰ متری شمال شرقی نقش برجسته گودرز، تخته سنگ چهار ضلعی نامنظمی به بلندی ۲٫۵ متر دیده می‌شود که در سه روی آن سه نقش برجسته با برجستگی کم قرار دارد. نقش میانی، بلاش شاه اشکانی را به حالت تمام رخ به طول ۱۸۰ سانتیمتر نشان می‌دهد. او گردنبندی بر گردن و کمربندی به کمر داشته، و نیم تنه ساده‌ای که از کمر به پایین چسبان است و هم‌چنین دامنی گشاد بر تن دارد. بلاش ریشی توپی و سبیل تاب داده و گیسوانی بلند دارد که سربندی این موهای بلند را تزیین کرده‌است.

بلاش در دست چپ خویش پیاله‌ای دارد و دست راستش را به طرف آتشدانی دراز کرده و ظاهراً چیزی به داخل آن می‌ریزد. بر بدنه آتشدان کتیبه در ۹ خط به خط پهلوی اشکانی کنده شده و متن آن بدین صورت است:
این تصویر بلاش شاه شاهان، پسر بلاش شاه شاهان، نوه…